# Bateria Mielin
Bateria Mielin (niem. Batterie Mellin) – jedna z wielu baterii przeciwlotniczych zlokalizowanych w pobliżu Świnoujścia, należąca do 713. Oddziału Artylerii Przeciwlotniczej Marynarki jako 3. bateria Mellin. Położona jest na północno-wschodniej części półwyspu Mielin, przy Kanale Piastowskim (niem. Kaiserfahrt). Najkrótsza droga prowadząca do baterii biegnie od przeprawy promowej Karsibór wzdłuż Kanału Piastowskiego.
Bateria należy do najlepiej zachowanych do obecnych czasów niemieckich przeciwlotniczych fortecznych baterii w Europie. Położona na półwyspie Mielin (wyspa Uznam), administracyjnie należy do Świnoujścia.
Wybudowana została w latach 1936–1938 przez firmę Erwin Schmidt GmbH, przeznaczona była do obrony portu i miasta przed nalotami. Bateria składa się z siedmiu oddzielnych budowli żelbetowych, ukrytych częściowo pod ziemią, a każdy z bunkrów był hermetycznym obiektem przygotowanym do walki w sytuacji ataku gazowego.
Od 2008 roku Baterią Mielin opiekuje się grupa pasjonatów zrzeszonych w stowarzyszeniu „Grupa Mielin”, którzy czynią starania, aby obiekty Baterii Mielin wpisano do rejestru zabytków.